# Complejo Olímpico de Deportes de Atenas

El Complejo Olímpico de Deportes de Atenas (Ολυμπιακό Αθλητικό Κέντρο Αθήνας u ΟΑΚΑ, en griego) se encuentra en Marousi, al nordeste de la ciudad de Atenas, Grecia.
Diseñado por el arquitecto español Santiago Calatrava, fue construido para albergar los eventos deportivos de los Juegos Olímpicos y Paralímpicos de Atenas 2004. 
El Complejo Deportivo incluye:
- El Estadio Olímpico de Atenas, con una capacidad aproximada de 75.000 espectadores
- El Pabellón Olímpico Techado que albergó algunos de los eventos de gimnasia y la final de baloncesto. En 2006, albergó la LI edición del Festival de Eurovisión.
- El Centro Acuático Olímpico, en el que se realizaron los eventos de natación, natación sincronizada y waterpolo.
- El Velódromo Olímpico, con una capacidad de 5.250 espectadores, en el que se realizaron los eventos de ciclismo de velocidad.
- El Centro Olímpico de Tenis, que cuenta con 16 canchas.

- Datos: Q387989
- Multimedia: Athens Olympic Sports Complex / Q387989